# ピエトロ・ロレダン

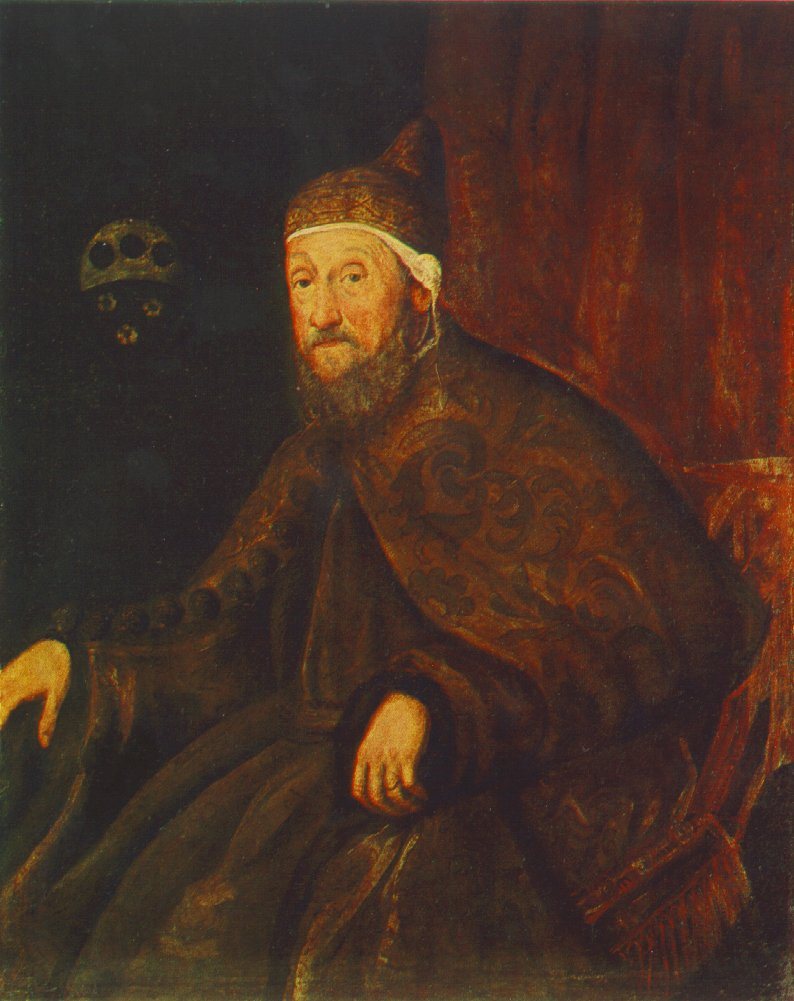
ピエトロ・ロレダン、ティントレット画

ピエトロ・ロレダン （Pietro Loredan, 1482年 - 1570年）は、ヴェネツィアの元首（ドージェ）。（在任:1567年 - 1570年）。
| スタブアイコン | サブスタブ | この項目は、まだ閲覧者の調べものの参照としては役立たない、人物に関連した書きかけの項目です。この項目を加筆・訂正などしてくださる協力者を求めています（P:人物伝/PJ:人物伝）。 |